# Sarāgāh
Sarāgāh (persiska: سراگاه) är en ort i Iran.   Den ligger i provinsen Gilan, i den nordvästra delen av landet, 300 km nordväst om huvudstaden Teheran. Sarāgāh ligger 115 meter över havet och antalet invånare är 847.
Terrängen runt Sarāgāh är kuperad västerut, men österut är den platt. Runt Sarāgāh är det ganska glesbefolkat, med 45 invånare per kvadratkilometer. Närmaste större samhälle är Hashtpar, 3,5 km sydost om Sarāgāh. Trakten runt Sarāgāh består till största delen av jordbruksmark.